# Majadas
Majadas – gmina w Hiszpanii, w prowincji Cáceres, w Estramadurze, o powierzchni 51,96 km². W 2011 roku gmina liczyła 1352 mieszkańców.